# Fekete március
Fekete március (más néven marosvásárhelyi pogrom, románul: Conflictul interetnic de la Târgu Mureș) megnevezés alatt azokra az etnikai zavargásokra hivatkozunk, amelyek 1990 márciusában történtek az akkor még magyar többségű Marosvásárhelyen (magyarok: 52%, románok: 48%) a két nemzetiség között. A harcoknak 5 halottja (3 magyar és 2 román) és 278 sérültje volt. Az eseményt az váltotta ki, hogy a magyarság tüntetett az anyanyelvi oktatás megteremtéséért, amire válaszul a Vatra Românească soviniszta román szervezet a román kormányerők támogatásával szervezetten környékbeli románokat szállított Marosvásárhelyre, akik feldúlták a város központját, majd rátámadtak a mindaddig békésen tiltakozó magyarokra. A több napig tartó zavargásoknak március 21-ére lett vége, amikor is a környező településekről megérkezett magyar és roma erősítés kiverte a beszállított románokat a városból, majd ezt követően a román hadsereg helyreállította a rendet. A történteknek nagy visszhangja volt mind a romániai és magyar, mind pedig más külföldi sajtóban. Ma is vita tárgya, hogy mi robbantotta ki a zavargásokat. A román kormányzat és a nyugati média szerepe sem tisztázott még. Egyre valószínűbb, hogy az eseményeket az egykori Securitate emberei provokálták ki felsőbb utasításra, hogy igazolják az egy héttel később létrehozott Román Hírszerző Szolgálat létjogosultságát, valamint eltereljék a valós gondokról a közvélemény figyelmét. Az értesülést megerősítette Ioan Judea ezredes, az akkori megyei alelnök, katonatiszt egy 2005-ös interjúban. A súlyos incidensnek igazi következménye román részről nem lett, csak magyar, illetve cigány nemzetiségűeket ítéltek el, a felbujtók, illetve a támadásokat végrehajtók közül senkit sem vontak felelősségre.

## Előzmények
1989. december végén Romániában kitört a forradalom, melynek során halálra ítélték és kivégezték a Ceaușescu házaspárt. Az új hatalmi elit a Nemzeti Megmentési Front Tanácsába tömörült, élén Ion Iliescu egykori kommunista politikussal. Egyes vélekedések szerint Iliescuék már hónapok óta törekedtek a puccsra.
A rendszerváltás után megindulhatott a demokratizálás folyamata, és az addig kegyetlenül elnyomott magyarság önszerveződése is.
- 1990. február 2-án a 180 résztvevővel megtartotta alakuló ülését a Romániai Magyar Orvosok és Gyógyszerészek Szövetsége. Céljaik között szerepelt a Bolyai Tudományegyetem és a marosvásárhelyi önálló magyar orvosi és gyógyszerészképzés visszaállítása, továbbá magyar nyelvű szaklap újraindítása. Dr. Brassai Zoltán belgyógyász előadótanár elmondta, hogy 1987-ben 78-an végeztek az orvosi fakultás magyar tagozatán, 1989–90-ben csak 18-an kezdték magyarul tanulmányaikat. Az utóbbi időben a magyar végzősök 60-80%-a került Moldvába.[4]
- 1990. február 4-én Kincses Előd, Tőkés László akkori védőügyvédje arról számolt be, hogy az elmúlt napokban a helyi postáról uszító szöveg járta be telexen a nagyobb románlakta városokat, amelyben a marosvásárhelyi magyar lakosság állítólagos románellenes cselekedeteiről tudósítanak az ismeretlen feladók. A telex egyben felhívást is tartalmaz, hogy mindezt terjesszék „az összes tevékenységi ágazatokban.” Hasonló értelmű egy sokszorosítva terjesztett „alkotmánytervezet”, amely még a Trianon óta folyó elrománosításon is túltesz: a román nyelv kizárólagos használata az élet minden területén. Sok jóérzésű román is felháborodott ezen, és kérték, nézzenek utána, kik akarnak ártani a demokratikus Romániának.[5]
- 1990. február 10-én Sütő András felhívására körülbelül 100 000 magyar vonul némán, táblák és transzparensek nélkül demonstrálni Marosvásárhely központján át. Kezükben egy gyertya és egy könyv. Hasonló megmozdulások történnek Erdély többi nagyobb, magyarlakta városaiban is: Sepsiszentgyörgyön, Csíkszeredában, Szatmárnémetiben is. Mindenhol eléneklik a Miatyánkot. Cél az anyanyelvi oktatás megteremtése.
- Március 1-jén a város vállalatainak vezetői részt vettek a polgári védelem munkatanácskozásán, ahol Ioan Judea ezredes, a Nemzeti Szövetség Marosvásárhelyi Ideiglenes Tanácsának elnöke kifejtette: a lakosságot fel kell készíteni, mert egyes külföldi rádióadók híreiből kiderül, hogy az ország területi épsége elleni akcióra készülnek. Judea szerint több változatot is kidolgoztak, ezek között szerepel az, hogy nagy tömegek mozgósításával kényszerítsék ki Erdély átengedését, a másik változat a katonai intervenció – számolt be az egyik résztvevő, Antalffy Gábor, az elhangzottakról.[6]

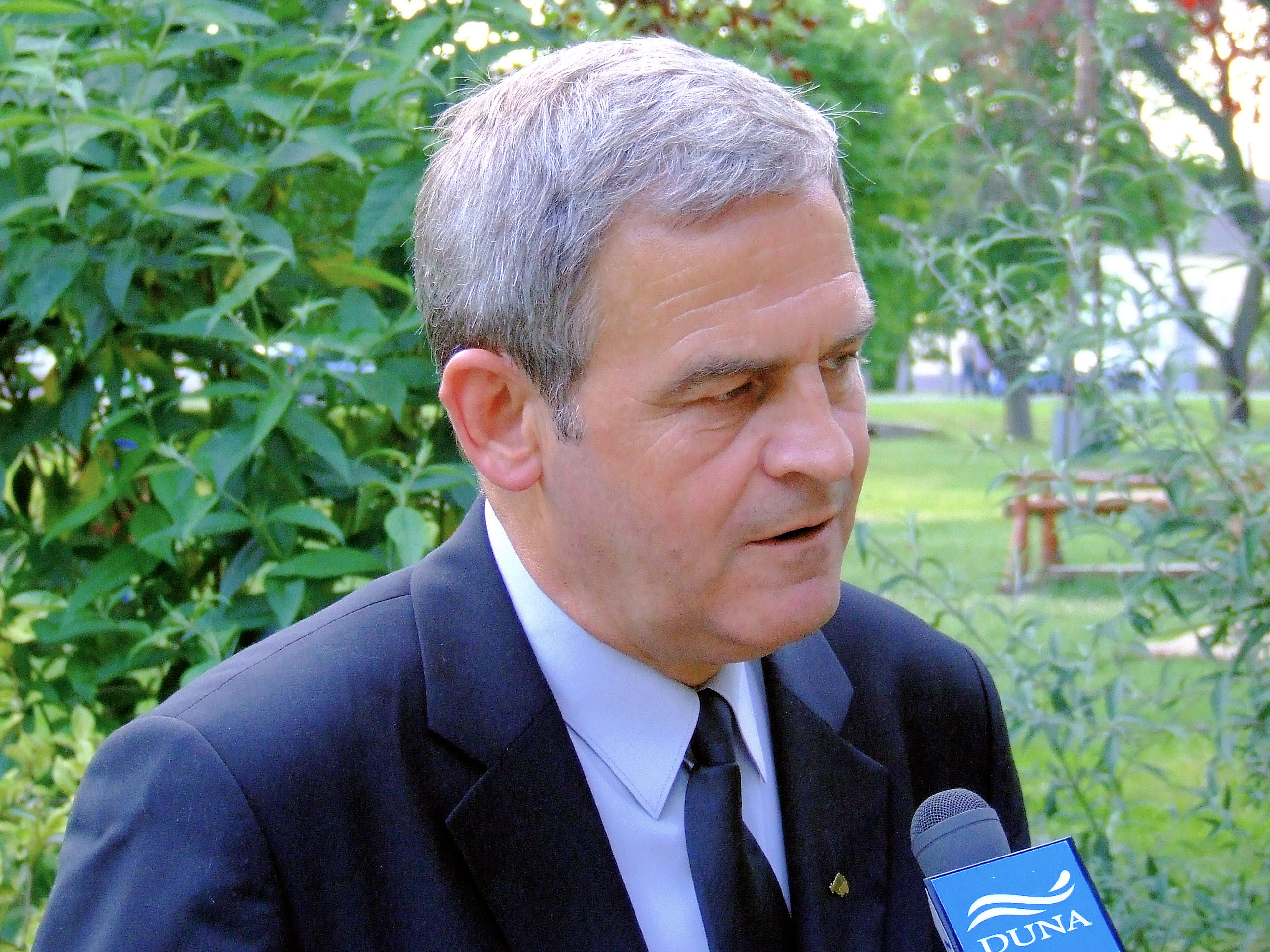
Tőkés László 2007-ben

- Március 2-án Tőkés László első parlamenti beszédében szólt arról, hogy ismét vannak nemzetiségi viták. Soviniszta román személyek a szeparatizmus vádját hangoztatják, holott mindössze arról van szó, hogy helyre kell állítani a kisebbségek iskolahálózatát. Egyesek elfelejtették a Ceaușescu-rendszernek a nemzeti kisebbségekkel szembeni asszimilációs politikáját, és most is a türelmetlenség, a többségi fölény politikáját folytatják, soviniszta kampányt indítanak a romániai magyarság demokratikus követelései ellen, és negatív befolyást gyakorolnak a kormányra is. Aggasztó a helyzet esetleges súlyosbodásának a veszélye.
- Március 4-én a Vatra Românească gyulafehérvári nagygyűlésén éles kirohanások hangzottak el Tőkés László, Király Károly, Kincses Előd és más erdélyi magyar vezetők ellen. „Tőkés László politizál, ahelyett hogy híveivel törődne”, vádolta az egyik szónok a lelkészt, erre zúgni kezdett a tömeg: „Jos cu Tőkés!” („Le Tőkéssel!”). A hosszúra nyúlt gyűlésen élesen elítélték a romániai magyarságot, csúfot űztek tüntetéseikből, túlzottnak találták az önálló anyanyelvi iskolák követelését, mindent szeparatizmusnak minősítettek, uszítottak a magyarok ellen.[7] A Vatra programja szerint azt kívánja, hogy Erdély kulturális életének minden vonatkozásában kérjék ki a véleményét. A Vatra „harcol azért, hogy az ország egész területén a román legyen az egyetlen hivatalos nyelv.”[8]
- Március 7-én, kétnapi eredménytelen tárgyalás után ülősztrájkot kezdtek a marosvásárhelyi Orvosi és Gyógyszerészeti Intézet magyar hallgatói, mert az Oktatásügyi Minisztérium képviselője elutasította követeléseiket: külön keretszám a magyar anyanyelvűek részére, a két nemzetiség egyenlő arányú részvétele az egyetem vezetőségében, a teljes értékű magyar oktatás helyreállítása.

## Összecsapások
A könnyebb áttekinthetőség miatt érdemes két részre osztani az eseményeket, a kezdetekre és magára tulajdonképpen a csatára.

### A kezdetek
1990. március 15-én az erdélyi magyarok 1848-as szabadságharcra való békés megemlékezését több városban megzavarták a Vatra Românească hívei.
- Szatmárnémetiben a magyarok bejelentették, hogy március 15-én a Bălcescu-szobornál rendeznek emlékünnepséget. A Vatra Românească erre a hírre március 14-én tiltakozó gyűlést hirdetett, ahol soviniszta jelszavakat kiáltozva elhatározták: megakadályozzák, hogy a magyarok megünnepelhessék március 15-ét. Másnap megszállták a Bălcescu-szobor környékét. A magyarok erre a katolikus székesegyház udvarán koszorúztak. A soviniszta román tömeg megrohamozta a magyar ünneplőket, megzavarták a koszorúzást, egy embert megvertek.[9][10]
- Március 15-én a marosvásárhelyi Avram Iancu-szobrot ismeretlen tettesek összefirkálták. A szobor talpazatára ez volt írva: „LE VED”. A román rendőrség nyomozás nélkül arra a következtetésre jutott, hogy az elkövetők magyarok voltak, és a szobor eltávolítását szorgalmazták. A feliratot később nyelvészek is megvizsgálták, ők azonban megállapították, hogy az elkövetők biztosan nem magyarok voltak, mert ha egy magyar írta volna, tudnia kellett a felszólító mondat szórendjét.[11]
- Az erdődi Petőfi-szobrot március 15-én ismeretlenek megrongálták. A leomlott hatalmas kőtömb darabjai szanaszét hevertek. A közelben lakók nem mertek nyilatkozni a sajtónak, mert féltek hogy leütik őket. Ardeleanu törzsőrmester, a helyi őrsparancsnok nem tudott semmit az egészről. Az RMDSZ feljelentést tett ismeretlen tettes ellen.[12]
- Március 16-án a marosvásárhelyi Tudor-lakónegyedben, amiben többségében románok laktak, elkezdődtek az első erőszakos cselekmények. Tulajdonképpen ez az események kiindulópontja. Részeg, randalírozó románok kifogásolták egy gyógyszertár magyar nyelvű feliratozását. Pillanatok alatt több száz ember verődött össze, másokat bántalmaztak, lakásokba hatoltak be, letépték a magyar feliratokat a polgármesteri hivatalról is. A tömegbe belehajtott egy ittas román férfi, de szándékosan elferdítve magyar provokációnak mondták.
- Március 17-én az RMDSZ Elnöksége nyilatkozatban tiltakozott a magyarellenes provokációk ellen, amelyek Szatmárnémetiben, majd Marosvásárhelyen történtek. Marosvásárhelyen Tőkés László és Smaranda Enache ellen tüntettek, a felvonulók magyar vért követeltek, s kötelet Sütő Andrásnak, Király Károlynak és Tőkés Lászlónak. A Nemzeti Szövetség Ideiglenes Tanácsa nem reagált az RMDSZ helyzetjelentéseire.[13] Közben a román egyetemisták ellentüntetést szerveztek.
- Március 17–18-án Marosvásárhelyen megtartották a Magyar Ifjúsági Szervezetek Szövetsége (MISZSZ) első kongresszusát. Mintegy 400 fiatal gyűlt össze. Smaranda Enache magyarul és románul tartott beszédet, a magyarországi román menekültek nevében Emil Iovanescu beszélt. Felolvasták Sütő András és Király Károly levelét. A MISZSZ március 18-án a magyar oktatásüggyel kapcsolatos nyilatkozatot fogadott el és egy állásfoglalást a Vatra Românească szervezetről.[14] A nyilatkozatban szolidaritást vállaltak az Orvosi és Gyógyszerészeti Intézet ülősztrájkot folytató magyar hallgatóinak követeléseivel, így a Bolyai Tudományegyetem visszaállításával, az önálló magyar iskolahálózat megvalósításával, a Nemzetiségi Minisztérium felállításával, a nemzetiségi törvény kidolgozásával, a magyar nyelv szabad használatával.[15] Az állásfoglalás leszögezte, hogy február 10-én a magyar kisebbség békés tüntetést tartott, kollektív jogainak érvényesítésért, erre válaszolva a Vatra Românească soviniszta, erőszakos (dorongok, kések) ellentüntetést szervezett. A Vatra által kezdeményezett megmozdulások több esetben fasisztoid jelleget öltöttek. A MISZSZ kérte a kormány állásfoglalását.[16]

Az egyik szemtanú, Szőcs László elmondta, mi is történt Marosvásárhelyen március 19-én. Sütő András beszélt megafonon a tömeghez, és elmondta, hogy Kincses Előd lemondatása jogtalan, de nem kell válaszolni a provokátoroknak, mindenki menjen haza. Előtte a román tüntetők bejárták a várost, és ahol magyar feliratot láttak, azt mind leverték, kirakatokat vertek be, így érkeztek a Bolyai utcába és rárontottak az ott álló magyarokra. A magyarok beszaladtak az RMDSZ-székházba. Itt is, először leverték a magyar feliratokat, majd betörték a vasajtót, beözönlöttek az udvarra. A magyarok a lépcsőházba menekültek, de támadóik a kaput ott is fejszékkel betörték. Akkor még el tudott menekülni a hátsó kerítésen mintegy huszonöt ember, az épületben maradtak hetvennégyen. Névsorukat Sütő András tanácsára Király István összeírta. Végül a padlásra menekültek, és egy víztartállyal eltorlaszolták az ajtót. Akkor a román tüntetők elhatározták, hogy papírt hoznak a padlásajtóhoz és felgyújtják a padlást. Közben megjött a rendőrség és a katonaság is. Feljött Ioan Judea ezredes és azt mondta, megvédi Sütő Andrást, csak jöjjön le.
Sütő elindult. Később a padláson rekedt magyarok is sorra lejöttek. Lent a feldühödött románok összeverték őket, a katonák tétlenül szemlélték mindezt. Judea ezredes karbatett kézzel elmosolyodott, ahelyett, hogy betartotta volna ígéretét: „Ejnye, fiacskáim, mit csináltok?” – kérdezte a román csőcseléktől.
- Március 19-én a román soviniszta tömeg Marosvásárhelyen tüntetett a magyarok ellen. A környékről (főleg a Görgény völgyéből: Libánfalváról, Görgényhodákról) 13 busszal hozta be a Vatra Românească a zömében ittas tüntetőket, akik először letéptek minden magyar feliratot (még a Bolyai utca névtábláját is), követelték, hogy a Marosvásárhelyi Rádió szüntesse be a magyar nyelvű adásait. A helyzetet látva Kincses Előd Maros megyei alelnök lemondott, engedve a nyomásnak. Ezután a felbőszült tömeg megtámadta a magyar nemzetiségűeket, majd az RMDSZ székházát fejszékkel, husángokkal kezdte ostromolni. Mintegy 75 fő magyar rekedt az épületben, köztük a híres író, Sütő András is. A rendőrség a segélykérő telefonhívások után sem sietett a védelmükre. Később a helyszínre érkeztek a rendőri és katonai egységek, amelyek parancsnoka, Ioan Judea ezredes személyesen garantálta Sütőnek és a bennrekedt magyaroknak a szabad elvonulást. Azonban, amikor az ostromlottak kijöttek, Vasile Țîra őrnagy felkiáltott: „Vegyétek őket kezelésbe!”,[18] mire a felheccelt román tömeg láncokkal, botokkal támadta meg őket. A katonaság tétlenül szemlélte az eseményeket. Sütő Andrást és pár társát összeverték, a híres író az egyik szemére megvakult, több bordája eltört, a bal karja zúzódást szenvedett. Teherautóval szállították Bukarestbe, majd onnan a budapesti Honvédkórházba.[19][20]

### A csata

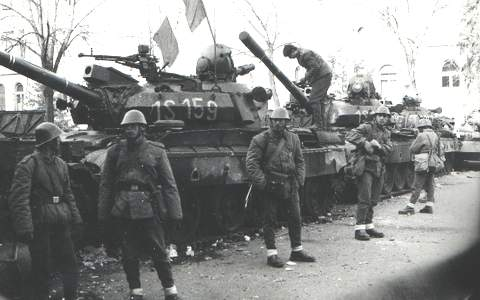
A román rendőrség és hadsereg jobbára tétlen szemlélő volt, majd kizárólag magyarokat tartóztattak le

Március 20-án óriási magyar tömeg vonult ki a város főterére. Pár óra alatt több tízezren gyűltek össze, igazságot követelve. Közben nagy hangerővel hangzott a „Gyilkosok, gyilkosok!”, illetve a „Most, vagy soha!”. Követelték Kincses Előd visszahelyezését az alelnöki székbe, valamint az előző napon történt brutalitás kivizsgálását. A délelőtti órákban csupán pár tucat román ellentüntető sorakozott fel az óriási magyar tömeggel szemben, atrocitás nem történt. Hiába várták, hogy az elnök, Ion Iliescu jöjjön Vásárhelyre. A déli óráktól elkezdtek gyűlni a tér túloldalán a románok is. A tömeg, illetve a Marosvásárhelyi Rádió magyar nyelvű adása is többször kérte – román nyelven is –, hogy a katonaság avatkozzon közbe. Ezután este fél hat táján buszokkal ismét megérkeztek a Görgény-völgye, Szászrégen, Déda, Radnót és Torda környékéről a felfegyverzett és tervszerűen beszállított parasztok, mintegy 8 autóbusszal, valamint számos teherautóval, autóval. Szinte mindenkinél fegyver (kasza, vasvilla, fejsze) volt. A magyarok csupán puszta kézzel védekeztek. Útközben Dumitru Butilca fegyverekkel megrakott fekete Daciájával Sáromberkén halálra gázolta a 31 éves Gémes Istvánt, egy parasztokat szállító tehergépkocsi-vezető, Ioan Covaci  pedig Nagyernyén a 64 éves Csipor Antalt gázolta el. Mind Butilca, mind Covaci felmentést kapott a vádak alól.
A románok városba történő beszállítását követően pillanatok alatt elszabadult a pokol. A felfegyverzett román tömeg áttörte a gyengén felállított rendőrségi kordont, és nekirontott a magyaroknak. A mezőgazdasági munkaeszközökkel felszerelt támadók elől a magyarok meghátráltak, számos súlyos sérülést szerezve, nyomukban özönlöttek a románok. Már majdnem teljesen kiszorult a magyar tömeg a térről, amikor elérték a polgármesteri hivatal előtti padokat. Ezeket villámgyorsan szétkapták és a hosszú fadarabokkal visszaverték a románokat. A sikeres védekezés után állóháború kezdődött, amit Szászrégen irányból nagy sebességgel a magyar tömegbe hajtó teherautó tört meg. A jármű vezetője, Marin Preda szándékosan keresztülvágtatott a főtéren, elütött egy magyart, ezután becsapódott a templom lépcsőjébe. Az elütött magyar, az 54 éves teremiújfalusi Kiss Zoltán a helyszínen életét vesztette, de a kocsi platóján utazó felfegyverzett románok közül egy ember, Teodor Rusu, 30 éves szászrégeni lakos is meghalt az ütközésben. Predát később szabadon engedték.
Ekkor már Marosvásárhelytől északi irányban is történtek atrocitások, őrtüzek égtek a környéken. Számos Marosvásárhely környéki magyar többségű településen blokád alá vonták a bevezető utakat az ott lakó magyarok, mivel értesültek a brutális marosvásárhelyi eseményekről, valamint a Görgény-völgyi beszállított parasztok is megálltak a falvaikban és bántalmazták a helyieket. Észlelték továbbá, hogy a rendőrség és a katonaság is tevőlegesen segíti a román támadókat, a román hadsereg egységei körbezárták a várost és csak a szervezetten érkező románok buszait engedték át. Válaszul erre a falusiak kiépítették a blokádokat, valamint a románok buszaira Molotov-koktélokat dobtak. Az útra kihúzott boronákkal és kidöntött fákkal számos járművet sikerül feltartóztatni, megakadályozni beözönlésüket a városba. A magyarok csak azt engedték át, akit jónak láttak, több románt súlyosan összevertek, járműveiket felgyújtották.
A magyar ellentámadás hírére Victor Stănculescu utasította Constantin Cojocarut, hogy lépjen közbe, így Cojocaru tábornok parancsára este 6 órakor megérkezett Marosvásárhelyre a román hadsereg, a harckocsik azonban nehezen jutottak be a főtérre a magyarok által emelt barikádok miatt. Kincses kérte a magyarságot, hogy engedje át a páncélosokat. A tömeg nagy nehezen átengedte a harci járműveket. A tankok felálltak egy hosszú egyenes oszlopba, széles senki földjét teremtve ezzel. A katonák azonban bennmaradtak a járművekben, meg sem próbálták elejét venni az újabb összecsapásoknak.
A magyar ellentámadás egyik híressé vált pillanata az volt, amikor néhányan a magyarok közül körülálltak, és elkezdtek rugdosni, botokkal ütlegelni egy földön fekvő, zöld pulóveres férfit. A képsorokat az ír televízió operatőrei kapták lencsevégre, és a magyarellenes román propaganda erre a jelenetre fókuszált rá minden, az eseménnyel kapcsolatos tudósításban. A földön fekvő ember a 42 éves libánfalvi Mihai Cofariu (1947–2020) volt, aki azt megelőzően motoros láncfűrésszel támadt Marosvásárhely magyarságára. Cofariut életveszélyes állapotban szállították kórházba, ahol életét megmentették. Őt később Iliescu Bukarestben a kórházban személyesen meglátogatta.
Közben mindinkább fokozódtak az utcai harcok, a főtéren minden kézbe eső tárgyat felhasznált a két fél, a románok oldaláról Molotov-koktélok is repültek. A magyar tömeg létszáma egyre apadt, mivel a nőket és gyerekeket hazaküldték, illetve bemenekültek a városháza épületébe. Este 8 óra után 40-50 fős csoportokban magyar nemzetiségű marosvásárhelyi cigányok érkeztek a Hidegvölgyből. A romákat Gondos Károly és Boldizsár Máté vezette, akik a két tömeg közé érkeztek. Megkérdezték először románul, hogy „Merre vagytok, testvérek?” Miután a románoktól megkapták a választ, ekkor hangzott el a híressé vált kiáltás: „Ne féljetek magyarok, itt vannak a cigányok!” – majd bekapcsolódtak ők is a harcba a magyar tömeg oldalán.
A döntő fordulat éjjel 22:45 tájékán történt meg, mikor is Nyárád menti és szovátai, botokkal, vasvillákkal felfegyverzett székelyek megérkeztek. A döntően idős, 60 év feletti embereket egy második világháborús magyar veterán, Márkus István (Székes, 1921. március 17. – Szováta, 2001. április 11.) vezette. Az ő vezetésével rohamozták meg a harckocsikon keresztül a Görgény-völgyieket a székelyek. A harc nem tartott túl sokáig, a románokat kiverték a főtérről, rengeteg sebesült volt mindkét oldalon. Az ellentámadó magyar/székely tömeg ezt követően megrohamozta a Grand Hotelt, ahová s felfegyverzett románok menekültek, és innen is kiverte a románokat. A támadás befejeztével a románok a Bolgár téren található autóbuszaikhoz futottak. A magyarok utolérték őket, a buszokat felgyújtották és megverték a belőlük kimenekülőket. A lángok közt sebesült meg súlyosan Victor-Simion Frandeș 57 éves görgényhodáki lakos, aki március 29-én belehalt sérüléseibe.
A „győzelmet” a magyar tömeg a magyar himnusz eléneklésével ünnepelte, felhúzták a polgármesteri hivatal épületére a magyar zászlót. Még hajnalban a román hadsereg elit ejtőernyősei és egy gyalogos zászlóalja érkezett a városba, tömeges méretű ellenőrzésekkel helyreállítva a rendet.
Az összetűzéseknek öt halálos áldozata, továbbá kb. 300 sebesültje volt. Gémes Istvánt és Csipor Antalt teherautók gázolták halálra a lakóhelyükön, Kiss Zoltánt szintén teherautó gázolta el Marosvásárhelyen. A román halottak Rusu Teodor szászrégeni lakos, aki a tömegbe hajtó teherautó platóján utazott, és Frandeș Simion görgényhodáki lakos, aki egy felgyújtott buszban szenvedte el halálos sérüléseit. Mindketten Marosvásárhelyen vesztették életüket.
A halottak:
| Név                   | Életkor | Illetőség    | Halál beállta     |
| --------------------- | ------- | ------------ | ----------------- |
| Gémes István          | 31      | Sáromberke   | 1990. március 21. |
| Csipor Antal          | 64      | Nagyernye    | 1990. március 20. |
| Kiss Zoltán           | 54      | Teremiújfalu | 1990. március 20. |
| Teodor Rusu           | 30      | Szászrégen   | 1990. március 20. |
| Victor-Simion Frandeș | 57      | Görgényhodák | 1990. március 29. |

## Következmények
1990. március 23-án újabb heves magyarellenes tüntetés zajlott Marosvásárhelyen.
Gelu Voican Voiculescu kormányküldött március 24-én egyezségre juttatta a Vatra Românească és az RMDSZ megbeszélését. Március 25-én ismeretlenek meggyalázták a zilahi Wesselényi-szobrot, Fadrusz János alkotását. Ez ellen az RMDSZ Ideiglenes Intéző Bizottsága március 25-én kiadott nyilatkozatában tiltakozott. Éjszaka ismeretlenek felgyújtották Bukarestben a MALÉV-irodát.
Március 29-én még nem készült el a kormánybizottság jelentése a marosvásárhelyi eseményekről, ugyanakkor feltűnő sietséggel bíróság elé állítottak csendháborítás, hangoskodás vádjával hét magyar cigány személyt és március 29-én megkezdődött a tárgyalás. A bíró Horatiu Corpeanu, az ügyész Abram Ottilia, a védők Jung Ildikó és Codarcea Elvira. A két terhelő tanú büntetett előéletű volt (március 20-án betörtek egy boltba és épp vizsgálati fogságban voltak). Másnap, március 30-án már ítéletet hirdettek: Puczi Kozák Ernő és Kalló Géza 3-3 hónap munkahelyen letöltendő büntetést (javító-nevelő munka), a többiek 3–5 hónap börtönbüntetés kaptak (Grecui Béla 5 hónap, Horváth Stefan 5 hónap, Puczi Kozák Géza 4 hónap, Puczi Kozák Sándor 3 hónap, Carculea György 4 hónap börtönbüntetés). Az április 4-i fellebbviteli tárgyalás jóváhagyta az elsőfokú ítéleteket.
1996-ban Cseresznyés Pálnak (1941–2016) Emil Constantinescu államelnök megkegyelmezett, így közel 6 év raboskodás után kiszabadult a börtönből, és Magyarországra emigrált. A Hatvannégy Vármegye Ifjúsági Mozgalom tiszteletbeli elnöke volt. 2016 januárjában hunyt el 75 évesen.
Húsz évvel az események után, 2010 márciusában az egykori résztvevők egy részét kitüntették a Magyar Köztársaság Kisebbségekért Díjával. Főként a marosszentgyörgyi lakosok helytállását ismerték el, akik elzárták a Marosvásárhelyre vezető utakat és maguk is tevőlegesen segítettek a küzdelemben.
Az események után Marosvásárhely lakossága drámai módon csökkent, számos magyar nemzetiségű inkább elköltözött a környékről, sokan Magyarországra telepedtek át. A 2002-es népszámlálás szerint kb. 15 000-rel fogyott a város lakossága 1990-hez képest, ami 10%-os csökkenés. Azóta a magyarság már csupán kisebbséget alkot a városban. Az események igazi kivizsgálása a mai napig nem történt meg.
Az eseménysorozat némileg előképe volt a később lezajlott bányászjárásoknak, amikor ugyancsak a központi államhatalom segítségével, szervezetten szállítottak Zsil-völgyi bányászokat Bukarestbe, a demokratikus erők eltiprásának, megfélemlítésének céljából.